# 동우치군

우치주 지도에 표시된 동우치군의 위치

동우치군(폴란드어: powiat łódzki wschodni)은 폴란드 우치주에 위치한 군으로 면적은 499.32km2, 인구는 64,574명(2006년 기준), 인구 밀도는 130명/km2이다. 군청 소재지는 우치이지만 동우치군에 속하지 않고 별도의 도시군으로 존재한다.
북쪽으로는 즈기에시군, 북동쪽으로는 브제지니군, 남동쪽으로는 토마슈프군, 남쪽으로는 피오트르쿠프군, 서쪽으로는 파비아니체군과 접한다. 6개 지방 자치체(3개 도시형 농촌, 3개 농촌)를 관할한다.

군기
군 문장